# Anacréon (Rameau et Gentil-Bernard)
Pour les articles homonymes, voir Anacréon (homonymie).
Anacréon est un acte de ballet de Jean-Philippe Rameau, composé sur un livret de Gentil-Bernard et ajouté aux Surprises de l'amour.
La première représentation eut lieu le 30 mai 1757.
Cette pièce ne doit pas être confondue avec Anacréon, autre acte de ballet créé en 1754 sur un livret de Louis de Cahusac, dont l'intrigue est d'ailleurs différente. Toutes deux évoquent Anacréon, poète lyrique grec dont l'œuvre est consacrée principalement à la poésie amoureuse et à la poésie de banquet.

## Synopsis

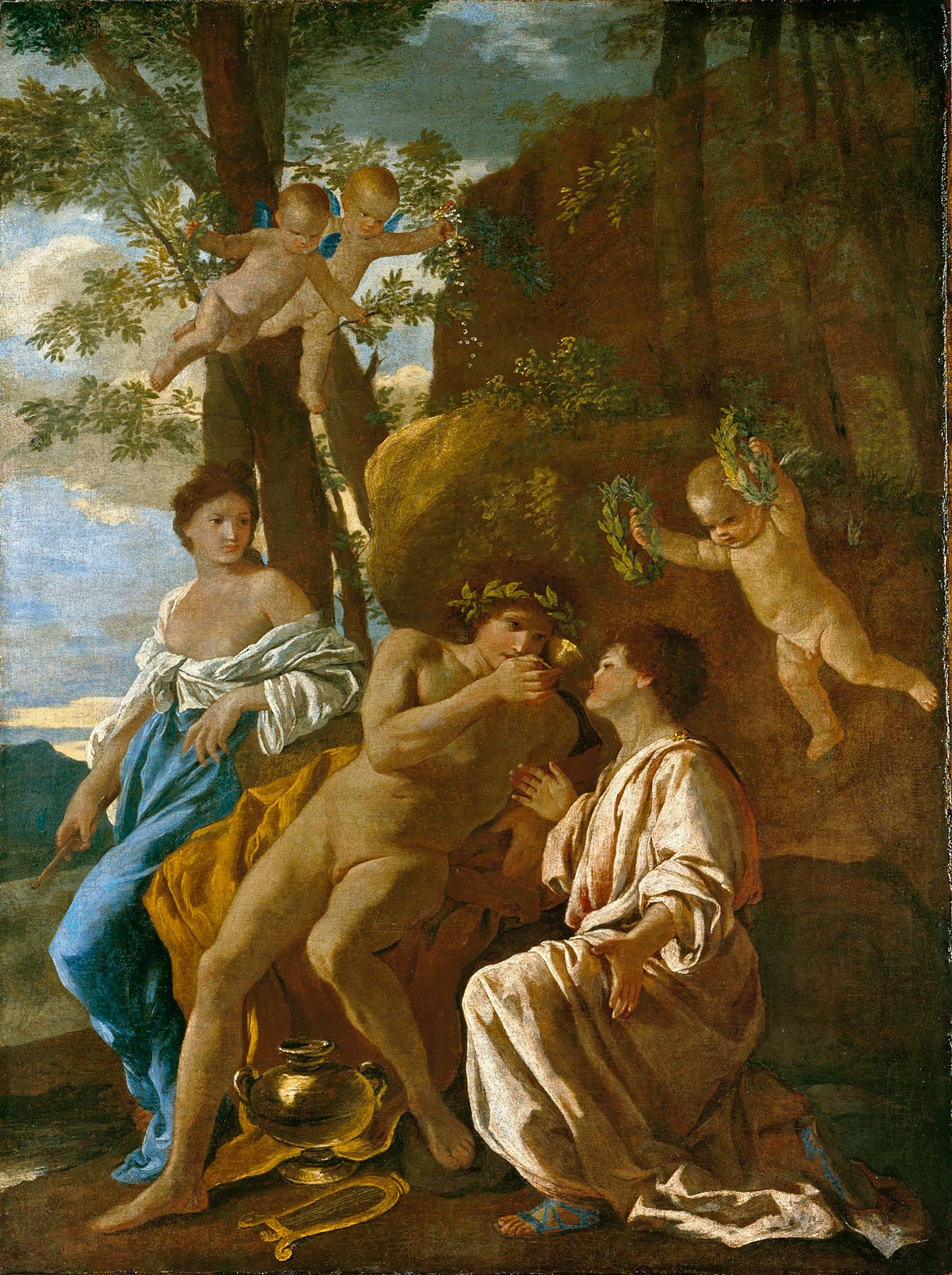
L'inspiration d'Anacréon, par Nicolas Poussin (1628)

Avec ses amis Agathocle et Euricles, Anacréon est à table, servi par de jeunes et belles esclaves qui leur servent à boire, les couvrent de fleurs et dansent, menées par sa maîtresse Lycoris.
Tous chantent les louanges de Bacchus, et célèbrent l'Amour. Leurs chants sont interrompus par l'irruption de la Prêtresse de Bacchus suivie des Ménades, furieuses que l'on mêle l'amour à la célébration de leur dieu. Une mêlée s'ensuit,au cours de laquelle Lycoris disparaît, la statue de l'Amour est brisée et son autel renversé.
Les convives vont donc se consacrer à Bacchus, Lycoris revient mais est de nouveau chassée. Endormis par l'ivresse, les trois amis sombrent dans le sommeil avant d'être réveillés par un orage. Mais le Dieu Amour, alerté, arrive tout effrayé de ce qu'il voit. Il reproche à Anacréon d'avoir manqué à l'amour de Lycoris : Anacréon regrette et reconnaît que, sans elle, sa vie est moins agréable, et qu'il faut honorer à la foi Bacchus et l'Amour. Les Grâces ramènent Lycoris qu'Anacréon reçoit avec joie. 
Revenue sur les lieux, la prêtresse de Bacchus, finit par être convaincue par l'Amour. Réconciliation générale, chants, danses et réjouissances finales. (« Bacchus ne défend pas d'aimer : Et l'Amour nous permet de boire. »).

## Sources
- Philippe Beaussant (dir.), Rameau de A à Z, Paris, Fayard, mai 1983, 397 p. (ISBN 2-213-01277-6) p.314
- (en) Cuthbert Girdlestone, Jean-Philippe Rameau : His life and work, New York, Dover Publications, coll. « Dover books on music, music history », 1969, 2e éd. (1re éd. 1957), 631 p. (ISBN 0-486-26200-6, lire en ligne)

## Représentations
1985, Opéra Royal du Chateau de Versailles (3 octobre, avec Actéon de Marc-Antoine Charpentier), Les Arts Florissants, direction William Christie.

## Discographie
- Les Arts Florissants, dir. William Christie (Harmonia Mundi, 1982)
- Thierry Félix, Annick Massis, Véronique Gens, Rodrigo del Pozo, Les Musiciens du Louvre, Marc Minkowski (Deutsche Grammophon / Archiv Produktion, 1995)